# André Le Meut
André Le Meut, né le 4 décembre 1964 à Ploemel, près de Carnac, est un sonneur de bombarde réputé du Morbihan. Il a été plusieurs fois champion de Bretagne en couple ou à la tête du bagad Roñsed-Mor de Locoal-Mendon (1993, 1999, 2003), ainsi que lauréat du grand prix Kan Ar Bobl 2003. Également chanteur, il travaille aux archives départementales du Morbihan à la publication de chants traditionnels. La plupart de ses œuvres sortent chez BNC Productions, label créé par Pascal Lamour, dont il est un collaborateur régulier.

## Biographie

### Les débuts en famille
Né d'une famille rurale nombreuse de dix enfants, André est le fils de Jean Le Meut, agriculteur et chanteur du pays vannetais, qui fit partie des Trouzerion Mod Koh avant d'intégrer les Kanerion Pleuigner. C'est l'écoute des Trouzerion, conjuguée avec celle du duo Jégat-Ihuel (bombarde et orgue), et de couples de sonneurs tels que Le Barz-Le Buhé, qui révèle au jeune André sa vocation de musicien. Son oncle André, qui chante avec son père, joue aussi de l'accordéon et lorsqu'il décide de passer du diatonique au chromatique, sans succès, André s'initie à l'instrument en autodidacte, en essayant de reproduire les mélodies qu'il entendait. Il peut ainsi faire écouter au public divers morceaux.
Il commence à sonner en empruntant en cachette la bombarde de son frère pour essayer de jouer avec les disques. Lorsque son frère découvre l'apprenti-sonneur, il lui propose d'apprendre le biniou afin qu'il devienne son compère. Alors âgé de quatorze ans, un mois plus tard, André se produit en fest-noz et dans les fêtes locales.

### Un «maître sonneur» reconnu

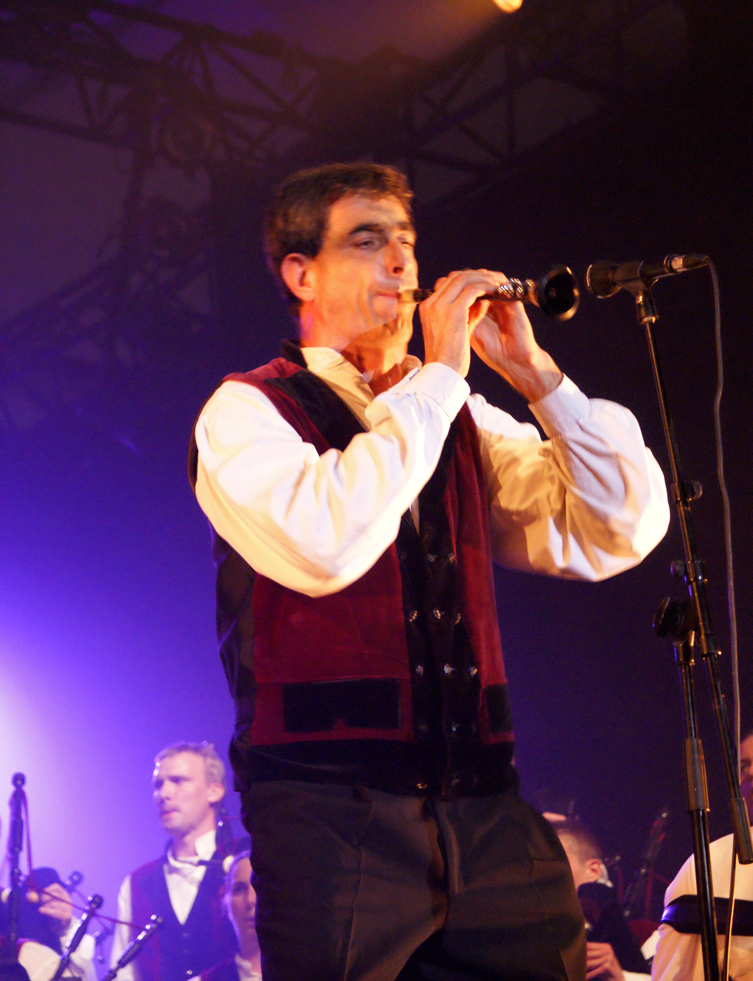
Spectacle Kejaj avec le bagad Roñsed-Mor.

Dès lors, il multiplie les expériences pour jouer le plus : il s'associe avec Philippe Le Boulaire, fondateur du cercle celtique de sa commune, pour accompagner le Danserion bro Plenuer, avec un accordéoniste de Ploemel ou encore en duo bombarde et orgue. Il chante également en fest-noz avec son père et son frère. Il poursuit son perfectionnement musical durant ses études et son service militaire en décryptant de façon autodidacte le solfège et les transcriptions musicales traditionnelles. Après l'obtention d'un DUT Transport et Logistique à Quimper, il exerce diverses fonctions dans des sociétés bretonnes de transport. En parallèle, il entre au bagad Roñsed-Mor de Locoal-Mendon en 1986, où ont déjà sonné deux de ses frères. De plus en plus sollicité par Bertrand Quillay pour élaborer le répertoire, il en devient le penn sonneur en 1991 et conserve ce poste de chef d'orchestre jusqu'en 2005. Lors des concours, il conduit le bagad plusieurs fois au titre de champion de Bretagne : la première fois en 1990, puis en 1993 et en 1999, et plusieurs deuxièmes places. Son neveu, Yvonic Le Meut, mène ensuite le bagad.
Il devient progressivement un talabarder connu dans sa région. Il obtient en 2001 le DEM (Diplôme d'études musicales), le DE (Diplôme d'État) de musique traditionnelle en 2004, puis en 2011 le CA (Certificat d'Aptitude à l'enseignement de musique traditionnelle). En 2001-2002, il est formé à la langue bretonne en immersion avec l’association Stumdi. Il décroche en 2012 le DCL (Diplôme de compétences linguistiques) de breton. Par ailleurs, il continue d'animer des stages, de sonner et chanter en fest-noz et en concert.

### Un travail de collectage et de valorisation
De 2000 à 2004, il travaille au sein de l'association RAM’DAM, basée à Pluvigner, qui soutient toutes formes de création en matière de musique traditionnelle bretonne à travers la promotion de la culture locale, en assurant aussi la collecte. Il a constitué une sous-antenne de l'association Dastum à Pluvigner. Son travail de collectage l'amène à l’édition de recueils. Il collabore avec des chanteurs comme Jude Le Paboul ou l'association Dastum pour publier des livres. Depuis 2005, il travaille aux archives départementales du Morbihan à la valorisation d'archives manuscrites et sonores relatives au répertoire sonné et chanté du pays vannetais : 830 chansons vannetaises collectées par Yves le Diberder entre 1910 et 1915, transcrits par André Le Meut avec Donatien Laurent, sont publiées en 2011 par le Conseil général du Morbihan dans deux livres. Pour son travail aux Archives, il obtient le deuxième prix « brittophone de l’année » décerné lors des Prizioù 2012. En 2013 les chants traditionnels du pays de Vannes, collectés au début du XXe siècle par l'abbé Mathurin Buléon, sont édités.

### Les créations
André Le Meut a toujours sonné en couple. En biniou braz, il a été champion de Bretagne en 2001, avec Ronan Latry, alors penn cornemuse du bagad de Local. Il sonne également avec Dominique Le Blay au biniou bihan (petit) depuis 1989, un duo réputé qui a gagné quatre fois le concours Roñsed-Mor, Hubert Raud au biniou bras (grand), Samuel Le Hénanff à l'accordéon diatonique depuis 1997, Daniel Millarec au tambour, Pascal Lamour à la lutherie électronique. Il accompagne Pascal depuis 7 ans sur des concerts, et a notamment joué sur les albums Avais-je rêvé ? et Le chant de la Mandragore. Avec Richard Quesnel, chef de chœur de la maîtrise de St Anne d'Auray qu'il a rencontré en 2003, il teste diverses formules, jusqu'au sextet (chant / bombarde, piano et quatuor à cordes). Depuis 2004, il joue avec le trio "Dédé Le Meut". Il se produit pour la première fois avec ses trois frères en 2011 et continue à chanter avec eux. Il chante en breton avec son père jusqu'à son décès en 2012.
Après le décès de son acolyte Hervé Rivière, organiste musicologue qui a renforcé son bagage musical, il s'associe avec l'organiste Philippe Bataille, qu'il a rencontré en 2000, et enregistre deux CD, s'inspirant grandement du duo Jean-Claude Jégat et Louis Yhuel, ainsi qu'en trio avec ses compères Dominique Le Blay et Samuel Le Hénanff. Pendant plusieurs années, il a dirigé les grandes formations qui animent les nuits celtiques du FIL au stade de France, dans les Zéniths, Paris-Bercy… En 2011, dans le cadre d’Un automne autrement à Brech, il a carte blanche pour monter son spectacle, qui conduit à la sortie d'un CD très éclectique : Kan er vombard, réunissant nombre de ses compères.

## Discographie
- 1995 : Temporal and sacred music from Brittany avec Hervé Rivière (Keltia Musique)[14]
- 2005 : Bombarde et orgue, Sonamp ihuel, avec Philippe Bataille (Label Production / Coop Breizh)
- 2011 : Bombarde et orgue vol. 2, Cantiques, marches, mélodies et danses, avec Philippe Bataille (BNC Productions / Coop Breizh)
- 2011 : Le chant de la bombarde, Kan er vombard (BNC Productions / Coop Breizh)
- 2014 : Bombarde et orgue vol. 3, avec Philippe Bataille (Coop Breizh)

### avec le bagad Roñsed-Mor
- 1990 : Roñsed-Mor
- 1994 : Ag an douar d’ar mor (Arfolk/Coop Breizh)
- 1997 : Coeff 116 avec la marmite infernale (ARFI), Coop Breizh
- 2004 : Bloavez Mat (2CD Coop Breizh), participation des Trompettes de Paris et de Gilles Servat

### Participations
- 1996 : Sur les quais de Dublin avec Gilles Servat
- 2000 : Comme je voudrai avec Gilles Servat
- 2002 : Live Holl a-gevret ! avec Denez Prigent
- 1998 : Touche pas à la blanche hermine avec Gilles Servat
- 1998 : Fest vraz : musiques bretonnes (compilation 2 CD)
- 1998 : Chansons dorées de Bretagne (à chanter et à danser) de Erik Marchand et Nolùen Le Buhé
- 2003 : Finisterre : The End Of The Earth avec Carlos Núñez
- 2003 : Un galicien en Bretagne avec Carlos Núñez
- 2004 : A toi et ceux avec Dan Ar Braz
- 2005 : Kanerion Pleuigner, chœurs d'hommes de Pluvigner (2 CD, Label Productions/Coop Breizh)
- 2005 : Sous le ciel de cuivre et d’eau avec Gilles Servat
- 2006 : Je vous emporte dans mon cœur avec Gilles Servat
- 2006 : Voix de Bretagne, Chants du pays vannetais avec Jean Le Meut (Label Production)
- 2006 : Yer’mat avec Pascal Lamour
- 2006 : Celticuivres avec la Batterie Fanfare de Compiègne
- 2007 : Horizons avec l'orchestre de jazz de Bretagne sous la direction de Didier Ropers
- 2008 : La Bretagne des sonneurs, vol. 1 (BNC Prod. - Coop Breizh) 1 titre de Pascal Lamour et une suite de laridés 6 temps de sa composition
- 2009 : Avais-je rêvé ? avec Pascal Lamour
- Également présent sur le DVD des Nuits interceltiques au Stade de France (2002-2004), à Paris-Bercy (2005-2008), Celtica à Nantes (2006) et à Rennes (2005-2008) comme coordinateur musical de six bagad, d'une section de cuivres et de danseurs ainsi que soliste bombarde et orchestre (2003), bombarde et cuivres (2004), bombarde, accordéon, tambour et danseurs (2007).

## Filmographie
- 1994 : Bagad, film documentaire réalisé par Christian Rouaud, Lazennec / France 3 Ouest, 52 min. (apparitions)
- 2003 : Bretaña / Carlos Nuñez, film réalisé par Christian Rouaud, 24 images / France Télévisions, 63 min. (apparitions)
- 2009 : Le Grand Dédé, film documentaire réalisé par Christian Rouaud, Entre2prises, Label Vidéo (DVD 52 min. 2010)[15]
- 2013 : Avec Dédé, sortie nationale le 30 octobre de la version longue (1h20) du film de Christian Rouaud[16]

#### Articles de presse
- Jacques Michenaud, « André Le Meut : Pour un bagad chaleureux », Musique bretonne, no 163,‎ novembre-décembre 2000, p. 18-19 (lire en ligne)
- Maiwenn Raynaudon-Kerzerho (photogr. Eric Frotier De Bagneux), « André Le Meut, Sonneur hyperactif », Bretons, no 92,‎ novembre 2013, p. 24-25
- « André Le Meut, passeur de mémoire. Portrait d'un collecteur aux multiples facettes », Ar Soner n°391, octobre 2013, Bodadeg Ar Sonerion, p. 14-17 lire en ligne

#### Livres et livrets
- Armel Morgant, La Bretagne des sonneurs (2 CD Pascal Lamour), Coop Breizh, 2008, Dédé Le Meut - Dominique Le Blay, p. 32-33
- Le triskell et l'écharpe: La transceltique d'un maire breton, Yves Guilloux, Éditions Cheminements, 2004 - 308 pages, p. 100-102, « Un "grand Breton" 2004 : André Le Meut ».